# Cicindela decemnotata
Cicindela decemnotata – gatunek chrząszcza z rodziny biegaczowatych i podrodziny trzyszczowatych. Zamieszkuje zachodnią Nearktykę od Alaski po Nowy Meksyk.

## Taksonomia
Gatunek ten opisany został po raz pierwszy w 1817 roku przez Thomasa Saya. W 1913 roku Thomas Casey opisał podgatunek C. decemnotata albertina, a E.D. Harris gatunek C. lantzi – oba już w 1915 roku zsynonimizowane zostały z C. decemnotata przez Walthera Horna. Współcześnie wyróżniane podgatunki wprowadzone w 2012 roku zostały przez C. Barry’ego Knisleya i Michaela G. Kippenhana. Wyróżnia się ich cztery:
- Cicindela decemnotata bonnevillensis Knisley et Kippenhan, 2012
- Cicindela decemnotata decemnotata Say, 1817
- Cicindela decemnotata meriwetheri Knisley et Kippenhan, 2012
- Cicindela decemnotata montevolans Knisley et Kippenhan, 2012

W obrębie podrodzaju nominatywnego rodzaju Cicindela gatunek ten tworzy grupę decemnotata wraz z C. ancocisconensis, C. arida, C. denverensis, C. fulgida, C. latesignata, C. lengi, C. limbalis, C. nigrior, C. ohlone, C. parowana, C. pimeriana, C. plutonica, C. pugetana, C. purpurea, C. scutellaris, C. splendida, C. tenuicincta i C. tranquebarica.

## Morfologia
Chrząszcz o ciele długości od 12 do 14 mm. Jego warga górna w przypadku obu płci jest kremowo biała, a spód ciała jest zawsze w całości metalicznie niebiesko-zielony, bez odcieni miedzianych na tułowiu. Wierzch ciała bywa natomiast ubarwiony rozmaicie. U podgatunku nominatywnego może być trawiastozielony, ciemnozielony, oliwkowy, niebieskozielony, zielonofioletowy, fioletowy, czerwonofioletowy lub czarny. U C. d. meriwetheri jest on zielony z pokrywami wąsko obrzeżonymi barwą jaskrawozieloną, ciemnozieloną lub niebieskozieloną. U C. d. bonnevillensis wierzch ciała bywa od jaskrawozielonego do ciemnoniebieskiego lub fioletowego. U C. d. montevolans jest on matowo czerwonofioletowy. Spośród typowych dla trzyszczy paskowatych plam kremowej barwy na pokrywach komplet występuje u podgatunku nominatywnego. U C. d. meriwetheri występują plamy środkowe i wierzchołkowe, ale brak jest barkowych. Plamy u C. d. decemnotata i C. d. meriwetheri są dobrze zaznaczone, grube, a środkowa z nich zakrzywia się pod ostrym kątem ku tyłowi i nie osiąga zewnętrznej krawędzi pokryw. U pozostałych podgatunków wzór jest zredukowany. U C. d. montevolans ma on postać kilku kropek, zaś u C. d. bonnevillensis mogą występować ślady plamy środkowej i plama wierzchołkowa, tylko plama wierzchołkowa lub wzór może być całkiem zanikły.

## Ekologia i występowanie
Owad ten zasiedla łąki o przerzedzonej roślinności, widne lasy sosnowe, otwarte formacje zaroślowe, formacje stepowe z dominacją bylic, solniska i wapienne zbocza. Bytuje na podłożu piaszczystym, gliniastym i żwirowym. Na nizinach rozwój larwalny trwa dwa lata, a postacie dorosłe pojawiają się w dwóch okresach – od marca do końca czerwca i od początku września do października. Na położeniach wyższych rozwój larwalny przedłużać się może do lat trzech, a okres pojawu postaci dorosłych zaczyna się pod koniec czerwca i trwa do końca sierpnia. Postacie dorosłe spotykane są pojedynczo. Współwystępować mogą z C. purpurea, C. longilabris i C. pugetana.
Gatunek nearktyczny. Podgatunek nominatywny rozmieszczony jest od wschodniej części Alaski przez kanadyjski Jukon, Albertę i Saskatchewan oraz amerykańskie stany Idaho, Montana, Dakota Północna, Wyoming, Nebraska, Nevada, Utah i Kolorado po wschodni Nowy Meksyk. Niepewne jego rekordy pochodzą z Kansas i Manitoby. C. d. meriwetheri zamieszkuje południowo-środkową Kolumbię Brytyjską i środkowo-wschodni Waszyngton. C. d. montevolans ograniczony jest do znajdującej się powyżej 2000 m n.p.m. części Bear River Mountain Range w południowo-wschodnim Idaho i północno-wschodnim Utah. C. d. bonnevillensis jest endemitem Hrabstwa Tooele w Utah, gdzie występuje tylko na zachodnich pobrzeżach dawnego, plejstoceńskiego jeziora Bonneville.